# José Lai Hung-Seng
Pour les articles homonymes, voir Hung et Seng.
José Lai Hung-seng (黎鴻昇) (né à Macao le 14 janvier 1946) est un ancien évêque catholique romain de Macao, le premier né dans le diocèse et le second évêque chinois (le premier étant Domingos Lam (en) 林家骏). Il a été nommé le 23 janvier 2001 coadjuteur et est entré en fonction le 30 juin 2003 ; le 16 janvier 2016, le pape François accepte sa démission.